# (300) Geraldina
(300) Geraldina est un astéroïde de la ceinture principale découvert par Auguste Charlois le 3 octobre 1890 à Nice.